# Kramer contre Kramer
Pour plus de détails, voir Fiche technique et Distribution.
Kramer contre Kramer (Kramer vs. Kramer) est un film de procès américain de Robert Benton, sorti en 1979.
Inspiré du livre Le droit du père d'Avery Corman, le film met en vedette dans les rôles principaux les acteurs Dustin Hoffman, Meryl Streep et Justin Henry. Il explore les thèmes sociaux tels que les retombées du divorce, les droits des femmes et des pères et l'expérience monoparentale.
Kramer contre Kramer a obtenu neuf nominations aux Oscars et a remporté cinq récompenses, notamment l'Oscar du meilleur film, celui du meilleur réalisateur, du meilleur acteur pour Dustin Hoffman et de la meilleure actrice dans un second rôle pour Meryl Streep (cette dernière reçut également un Golden Globe de la meilleure actrice dans un second rôle, tout comme Dustin Hoffman qui remporta celui du meilleur acteur).

## Synopsis
Ted Kramer, un dessinateur publicitaire new-yorkais, se polarise sur son emploi professionnel. Par voie de conséquence, il rentre de plus en plus tard le soir, délaissant son fils unique Billy. De son côté Joanna, l'épouse de Ted, n'en peut plus d'être enfermée dans son rôle d’épouse qui doit porter seule la responsabilité des tâches ménagères quotidiennes et l’éducation de leur fils.
Le jour même où Ted rentre chez lui porteur d'une heureuse nouvelle concernant son travail, il apprend que Joanna le quitte, celle-ci lui laissant la garde de Billy. Ted est alors contraint de concilier ses activités professionnelles avec l'éducation de son fils. Il doit notamment s'occuper des tâches ménagères dont, jusqu'à présent, il avait laissé la responsabilité à son épouse. Débordé dans les premiers temps, Ted s'habitue ensuite à son double rôle d'employé et d'homme au foyer. Son fils Billy lui-même semble de moins en moins perturbé par l'absence de sa mère.
Joanna Kramer, après un séjour en Californie où elle a pu réfléchir sur elle-même et faire le point par le biais d'une analyse, revient à New York et entame une procédure judiciaire pour recouvrer la garde de Billy, qu'elle avait abandonné. S'ensuit alors une bataille judiciaire (d'où le titre du film) très prenante et émouvante, à l'issue incertaine.
Aux termes du procès entre les deux parents, la justice donne finalement raison à la mère et ordonne à Ted de lui remettre l'enfant. Mais Joanna, durant le procès, a compris tout ce que Ted a fait pour son fils ; elle décide alors de lui laisser la garde de Billy.

## Fiche technique
- Titre : Kramer contre Kramer
- Titre original : Kramer vs. Kramer
- Réalisation : Robert Benton
- Scénario : Robert Benton, d'après le roman Le Droit du père (Kramer Versus Kramer) d'Avery Corman
- Photographie : Nestor Almendros
- Décors : Alan Hicks
- Costumes : Ruth Morley
- Montage : Gerald B. Greenberg
- Société de distribution : Columbia Pictures
- Pays : États-Unis
- Genre : Drame
- Durée : 105 minutes
- Dates de sortie : 
  - États-Unis : 17 décembre 1979 (première), 19 décembre 1979 (sortie nationale)
  - France : 27 février 1980

## Distribution
- Dustin Hoffman (VF : Patrick Floersheim) : Ted Kramer
- Meryl Streep (VF : Annie Sinigalia) : Joanna Kramer
- Justin Henry (VF : Jackie Berger) : Billy Kramer
- Jane Alexander (VF : Martine Messager) : Margaret Phelps
- Howard Duff (VF : Jean Michaud) : John Shaunessy, l’avocat de Ted
- George Coe (VF : Michel Beaune) : Jim O'Connor
- JoBeth Williams (VF : Jacqueline Porel) : Phyllis Bernard[3]
- Bill Moor (VF : Roland Ménard) : Gressen
- Howland Chamberlain (VF : René Bériard) : le juge Atkins
- Jack Ramage (VF : Michel Bardinet) : Spencer
- Jess Osuna (VF : Yves Massard) : Ackerman
- Joe Seneca : un fêtard

## Production

### Choix des interprètes
Lorsqu'il achète les droits du roman, le producteur Stanley R. Jaffe pense tout de suite à Dustin Hoffman pour le rôle de Ted Kramer. De son côté, l'acteur se montre très réticent car à l'époque il est lui-même en plein divorce de sa première épouse et, de plus, traverse une impasse dans sa carrière, pensant même arrêter le cinéma pour retourner au théâtre. Il finit pourtant par accepter le rôle en prenant cela comme un défi de jouer son « propre rôle ».
L'actrice Kate Jackson (de la série Drôles de dames) est le choix initial pour incarner le rôle de Joanna Kramer. Mais, à la suite de son refus (les producteurs de Drôles de dames lui interdisant de jouer dans le film), Meryl Streep est choisie à la dernière minute. C'est le premier grand rôle au cinéma pour l'actrice, n'ayant eu auparavant qu'un rôle secondaire dans Voyage au bout de l'enfer. Elle participe au tournage de Kramer contre Kramer parallèlement à celui de Manhattan de Woody Allen, passant d'un plateau de tournage à un autre et ce, malgré des conditions de travail différentes (si Woody Allen lui demande de respecter le scénario, Robert Benton à l'inverse lui laisse le droit d'improviser son jeu).
Dustin Hoffman se montre également hésitant sur le choix du petit Justin Henry pour jouer le rôle de son fils dans le film. Il est finalement convaincu durant les essais, notamment lorsque le jeune garçon se colle à lui dans le fauteuil.

### Tournage
Les relations sur le tournage entre Dustin Hoffman et Meryl Streep sont très tendues, notamment en raison des méthodes d'acteur de Hoffman. Dès la première prise, il gifle sa partenaire. Lors d'une scène de dispute, il fait exprès de balancer violemment contre un mur son verre de vin blanc, sans en avertir l'actrice ou le cadreur. À l'image, Meryl Streep est alors réellement surprise par le geste de Hoffman. L'actrice reprocha aussi le fait que Dustin Hoffman, pour la déstabiliser, lui parla régulièrement de John Cazale, son premier compagnon qui, à l'époque, venait d'être emporté par la maladie.
La scène du pot de glace est une idée de Dustin Hoffman. En effet, il raconte à Justin Henry la fois où sa fille Jenna lui avait fait le coup de passer au dessert en refusant de finir son assiette, provoquant ainsi la colère de son père. En entendant cette histoire, Justin Henry insiste auprès de Robert Benton pour jouer cette scène.
Le passage où Ted court dans la rue pour emmener son fils aux Urgences a été filmé en trois prises, une séquence difficile pour Dustin Hoffman qui supportait mal le poids de Justin Henry (il pesait 30 kg).
Pour la scène de l'intervention chirurgicale visant à soigner la blessure à la tête de Billy, le figurant jouant le médecin recousait en fait un petit coussin dissimulé hors champ, à côté de la tête de Justin Henry. Pour simuler les cris de douleur de l'enfant, Dustin Hoffman eut l'idée de faire pression sur la tête du garçon pour lui donner le signal.

### Musique
Le film est agrémenté de la musique de compositeurs de l'époque baroque : Antonio Vivaldi (Concerto pour mandoline et cordes en ut majeur RV 425) et Henry Purcell (Sonate pour trompette et cordes, ainsi qu'un extrait de The Gordian Knot Unty'd, d'attribution douteuse).

## Accueil

### Critique
Kramer contre Kramer rencontre à sortie en salles un accueil critique majoritairement positif. Sur le site agrégateur de critiques Rotten Tomatoes, le film obtient un score de 88 % d'avis favorables, sur la base de 52 critiques collectées et une note moyenne de 8,09 sur 10 ; le consensus du site indique : « Le sujet du divorce [dans ce film] n’est pas aussi choquant, mais le film est toujours réfléchi et bien joué, et résiste à l’envie de prendre parti ou de donner des réponses faciles ». Sur Metacritic, le film obtient une note moyenne pondérée de 77 sur 100, sur la base de 9 critiques collectées ; le commentaire du site indique : « Avis généralement favorables ».
Pour le critique américain Roger Ebert du Chicago Sun-Times, qui a donné au film une note de quatre étoiles sur quatre et qui a complimenté le scénario de Robert Benton : « [Les personnages du film] ne se parlent pas, ils révèlent des choses sur eux-mêmes et peuvent parfois être perçus comme apprenant de leurs propres motivations. C'est ce qui fait de Kramer contre Kramer un film aussi touchant : on a le sentiment parfois que les personnalités sont en train de changer et que les décisions sont prises alors même que nous les observons ».

### Box-office
| Pays ou région | Box-office        | Date d'arrêt du box-office | Nombre de semaines |
| -------------- | ----------------- | -------------------------- | ------------------ |
| États-Unis     | 98 982 763 $      | —                          | —                  |
| France         | 4 039 372 entrées | —                          | —                  |
| Paris          | 906 269 entrées   | —                          | 35                 |

## Distinctions

### Récompenses
- Los Angeles Film Critics Association Awards 1979 : LAFCA du meilleur film
- Oscars 1980 :
  - Oscar du meilleur film
  - Oscar du meilleur réalisateur pour Robert Benton
  - Oscar du meilleur acteur pour Dustin Hoffman
  - Oscar de la meilleure actrice dans un second rôle pour Meryl Streep
  - Oscar de la meilleure adaptation pour Robert Benton
- Golden Globes 1980 :
  - Golden Globe du meilleur acteur dans un film dramatique pour Dustin Hoffman
  - Golden Globe de la meilleure actrice dans un second rôle pour Meryl Streep

Lors de la cérémonie des Oscars où elle fut récompensée, Meryl Streep oublia sa statuette dans les toilettes, lors du gala d'après-cérémonie.[réf. souhaitée]

### Nominations
- Oscars 1980 :
  - nomination à l'Oscar du meilleur acteur dans un second rôle pour Justin Henry
  - nomination à l'Oscar de la meilleure actrice dans un second rôle pour Jane Alexander
  - nomination à l'Oscar de la meilleure photographie
  - nomination à l'Oscar du meilleur montage
- César 1981 :
  - nomination au César du meilleur film étranger

Lors de la cérémonie des Oscars, Justin Henry, l'interprète de Billy Kramer (8 ans à l'époque) fut le plus jeune nommé dans la catégorie « Meilleur acteur dans un rôle secondaire ».

### Reconnaissance
Dans le classement AFI's 10 Top 10 de l'American Film Institute, le film est cité à la 3e place de la catégorie « Films de procès ».

## Commentaires
Lors de sa sortie en salles, Kramer contre Kramer reflétait le changement culturel survenu dans les années 1970, lorsque les idées sur la maternité et la paternité étaient en train de changer. Le film a été largement salué pour la manière dont il accorde une importance et un poids égaux aux points de vue de Joanna (Meryl Streep) et de Ted (Dustin Hoffman) Kramer.
Ted Kramer nous apparaît tout d'abord comme un personnage très brillant, perçant dans le monde de la publicité. Cependant, sa réussite se fait au détriment de sa famille car, privilégiant sa carrière, son acharnement au travail l'empêche d'être à l'écoute et il n'entend pas le signal de détresse qu'émet son épouse Joanna.
Joanna Kramer est une jeune femme émotive et instable, qui a perdu toute confiance en elle. Elle décide alors de tout abandonner, et même son fils Billy (Justin Henry), se croyant indigne de s'en occuper. Mais elle se reconstruit progressivement et revendique sa responsabilité de mère digne.
Leur fils Billy, alors âgé de 7 ans, restera durant 18 mois (durée à laquelle se rapporte la presque totalité du film) sous la garde de son père. Après des débuts difficiles, naît ensuite une émouvante complicité entre les deux « hommes » ; la notion de père prend alors toute sa force et c'est sur cet aspect sensible que l'intrigue du film va pouvoir se tisser.

## Autour du film
- Pour sa chanson Mon fils ma bataille, le chanteur Daniel Balavoine s'inspira de ce film et d'un ami qui vécut cette situation, pour écrire ce qui est devenu l'un de ses classiques[13].
- À l’époque du tournage, Meryl Streep venait d’obtenir sa première nomination aux Oscars (film Voyage au bout de l'enfer, 1979). La comédienne était donc en pleine ascension et Dustin Hoffman craignait qu’elle ne lui vole la vedette. Une tension existait donc entre les acteurs devant et derrière la caméra. En plus de cela, tous les deux avaient vécu chacun un drame personnel. Dustin Hoffmann se séparait, dans la vraie vie, de sa femme. De son côté, Meryl Streep venait de perdre son compagnon de l'époque, John Cazale[14].

- Le film a été adapté au théâtre par le metteur en scène Didier Caron, à partir du 10 septembre 2010 aux Théâtre des Bouffes-Parisiens, avec Frédéric Diefenthal et Gwendoline Hamon dans les principaux rôles[15].